# Мэгги Грин
Мэгги Ри (ранее Грин) — вымышленный персонаж серии комиксов издательства Image Comics «Ходячие мертвецы» и одноимённого сериала телеканала AMC. Лорен Коэн, исполняющая роль Мэгги в телесериале, в 2022 году получила премию «Сатурн» за лучшую роль второго плана.

## Биография

### Комиксы
В комиксах Мэгги является второй дочерью Хэршела. У неё бунтарский характер, а также она старается быть независимой. До апокалипсиса она бросила учёбу в колледже.
После начала зомби-апокалипсиса и прибытия группы Рика на ферму Хершела, она знакомится с Гленом и у них завязываются романтические отношения. После смерти Глена в выпуске #100 она долго не может отойти от потери мужа, однако в выпуске #174 она начинает романтические отношения с Данте.

### Телесериал
В телесериале роль Мэгги исполнила актриса Лорен Коэн. Дебютное появление в телесериале случилось в третьем эпизоде «Кровопускание». В отличие от комиксов, Мэгги является старшей дочерью Хэршела, а характерно она скорее самоуверенная, чем независимая. У неё есть младшая сестра Бет Грин.

## Критика и отзывы
Персонаж получил крайне положительные отзывы. Эндрю Конрад из The Baltimore Sun заявил, что отношения между персонажем Глена и Мэгги был «крайне горячи». Сайт ScreenRant поместил Мэгги на 6 место в топе 20 персонажей «Ходячих мертвецов». Сайт Collider также поместил персонажа на 6-е место в топе 10 персонажей «Ходячих мертвецов».